# Panzerhaubitze 2000
A Panzerhaubitze 2000 (magyarul páncélos tarack), röviden PzH 2000, német önjáró tarackágyú. A Krauss-Maffei Wegmann (KMW) konzorcium gyártja és fejleszti tovább a járműveket. Számos korszerű berendezésének és magas fokú automatizáltságának köszönhetően figyelemre méltóak tűzgyorsasági, csőhosszának köszönhetően pedig pontossági paraméterei, emellett öndiagnosztizálásából fakadóan alacsony a karbantartási igénye is. Napjaink egyik leghatékonyabb tüzérségi eszköze, amelynek jeles bizonyítéka, hogy a kezdetben a német fegyveres erők számára kifejlesztett önjáró löveget mára több ország is alkalmazza. Olaszország, Hollandia és Görögország is rendszeresítette, illetve Ausztrália és Magyarország is rendszeresíteni fogja. A jármű megfelelő váltótípusa az idős, elhasználódott M109 típusú tarackoknak. Kategóriájában hasonló paraméterekkel csak a francia GCT, a brit AS–90, az orosz 2SZ19 Mszta–SZ és az izraeli SLAMMER rendelkezik.

## Fejlesztésének története

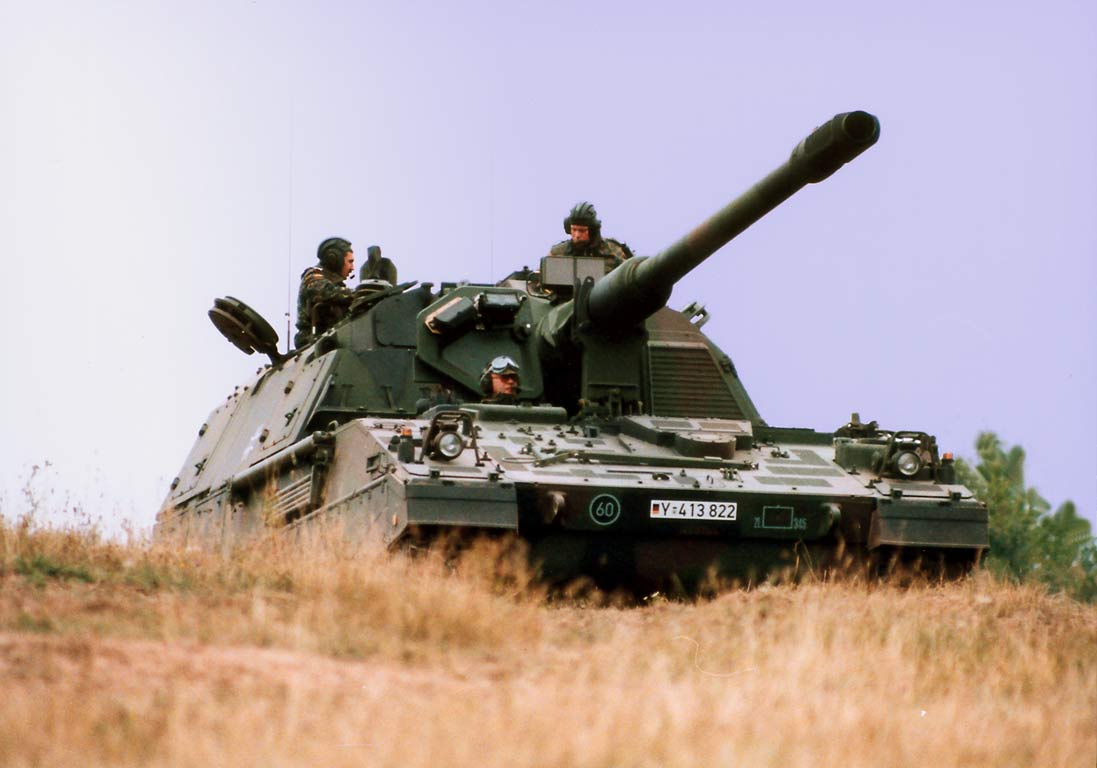
Német PzH 2000 az alváz tetejére rögzített csővel, menetben.

Az 1970-es évek második felében a NATO egyes európai tagállamai fegyverzet-egységesítési programokat írtak ki és kezdtek megvalósítani. Ezen programok között szerepelt egy új típusú önjáró löveg kifejlesztése is, melynek az SP–70 nevet adták. A program az 1980-as évek elején indult el. Az Olaszország, Egyesült Királyság és NSZK által közösen indított fejlesztések azonban a nem kellően átgondolt programstruktúra miatt növekvő költségek és a folyamatos darabszám-visszamondások következtében az addig együttesen fejlesztett PzH 155–1 önjáró tarackágyú fejlesztési munkáit leállították. Sok probléma merült fel az abban alkalmazott FH 155–1 tarackágyúkkal kapcsolatban is, lényegesen gyengébb paramétereket mutatott, mint az USA-ban bevezetett GC–45 típusú tarack. A programot 1986 júniusában leállították, viszont nyugatnémet részről az erre fenntartott teljes összeget (186 millió német márkát) a kormány két újonnan megalakult konzorciumnak ítélte oda, amik egy új 155 mm-es önjáró löveg prototípusának létrehozására és későbbi gyártására kaptak megbízást. Ezt a két konzorciumot a Krauss-Maffei, a KUKA és a Rheinmetall, valamint a Wegmann és a MaK System cégek alkották. Mindkét konzorcium 1-1 mintadarabot épített, ezek ellenőrző vizsgálatait a Bundeswehr végezte el 1990-re. A javaslatok közül a Wegmann–MaK konzorcium - melyhez később a Rheinmetall is társult - terve nyerte a tendert. A Wegmann lett felelős a teljes rendszerért, a toronyért és az automatikus töltőberendezésért, a MaK az alvázat, a Rheinmetall pedig a löveget szállítja. A széles körű haditechnikai ellenőrző vizsgálatok során tesztelték a járműveket a kanadai Manitoba tartományban található Shilo támaszponton, az arizonai Yumában, valamint a Bundeswehr tüzériskolájában egyaránt. 1995 végéig 19 000 km-t tett meg a típus komoly technikai problémák nélkül.

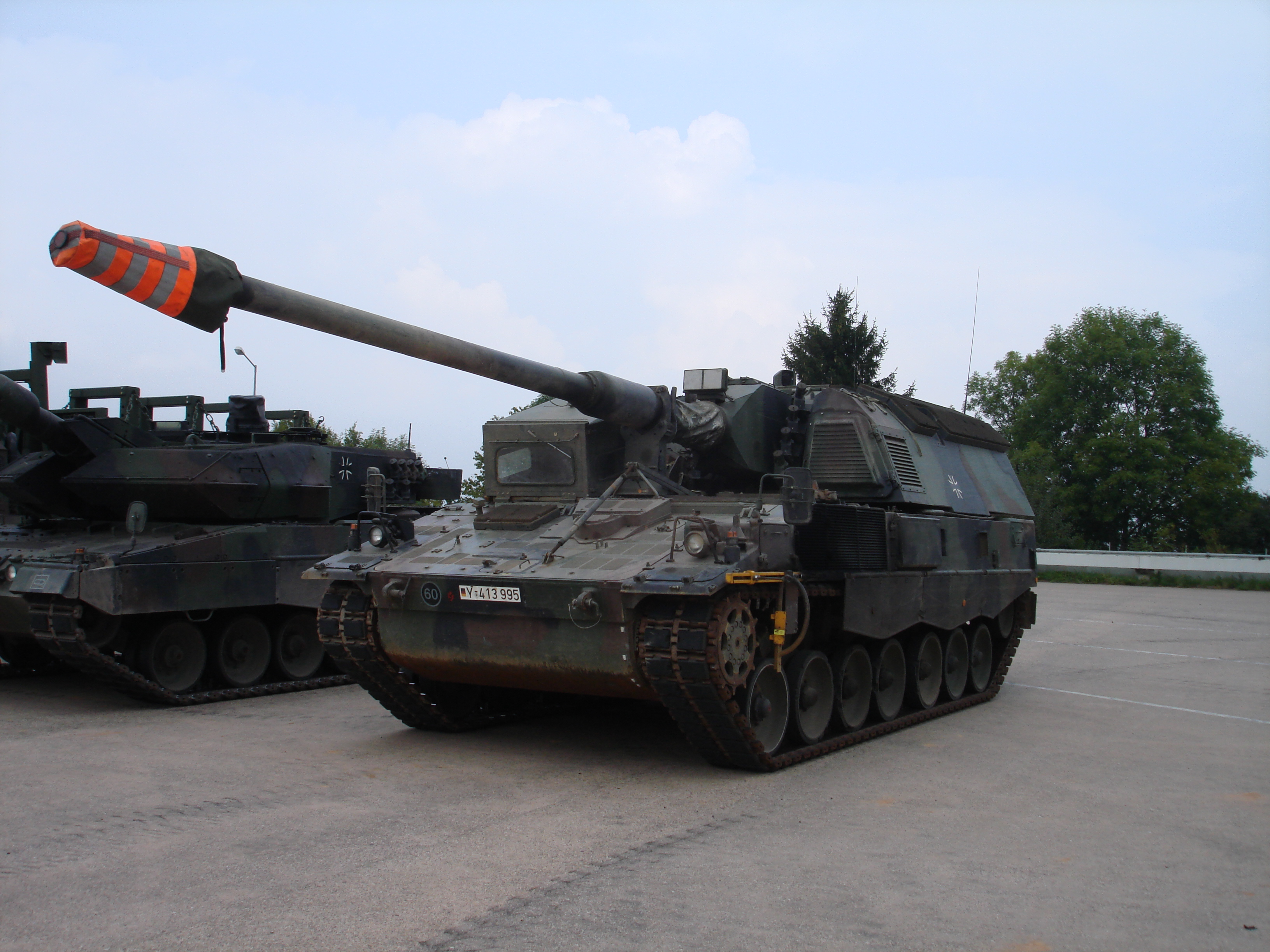
A Bundeswehr egyik kiképző PzH 2000-e

A Wegmann–MaK–Rheinmetall konzorcium végül 1996-ban megnyerte a tendert és megrendelést kapott 185 db löveg leszállítására a német gyorsreagálású erők számára, majd még 410 darabra a többi egységnek. A Wegmann 1998-ban egyesült a Krauss-Maffei céggel, és nevük Krauss-Maffei Wegmann (KMW) lett.
Több hadsereg is tesztelte, a tárgyalások során a 40 km-es lőtávolság komoly érv volt az eladók kezében. A toronynak haditengerészeti változata is készült, amelyet egy német fregatton próbáltak ki (MONARC: Modular Naval Artillery Concept, azaz Moduláris Tengerészeti Tüzérségi Koncepció). Eredetileg a 2007–2008-ban hadrendbe álló F125 osztályú fregattokhoz készítették, azonban a haditengerészet végül az olasz Oto Melara által fejlesztett 127 mm-es löveget választotta.
A brit haderő magát a Rheinmetall-löveget választotta AS–90 típusú önjáró tarackjaihoz. Később azonban mégis egy másik lövegtípust rendszeresítettek a Braveheart altípushoz.
Az USA hadserege is fontolóra vette a PzH 2000 rendszeresítését a Crusader rendszerben, azonban a Crusaderrel szemben olyan követelményeket támasztottak, amit a német jármű nem tudott teljesíteni. A Crusader rendszerben ugyanis a löveg és a kezelőszemélyzet el van szeparálva egymástól, így a legénység egy egész üteget tud egy helyről irányítani.

## Szerkezeti felépítés

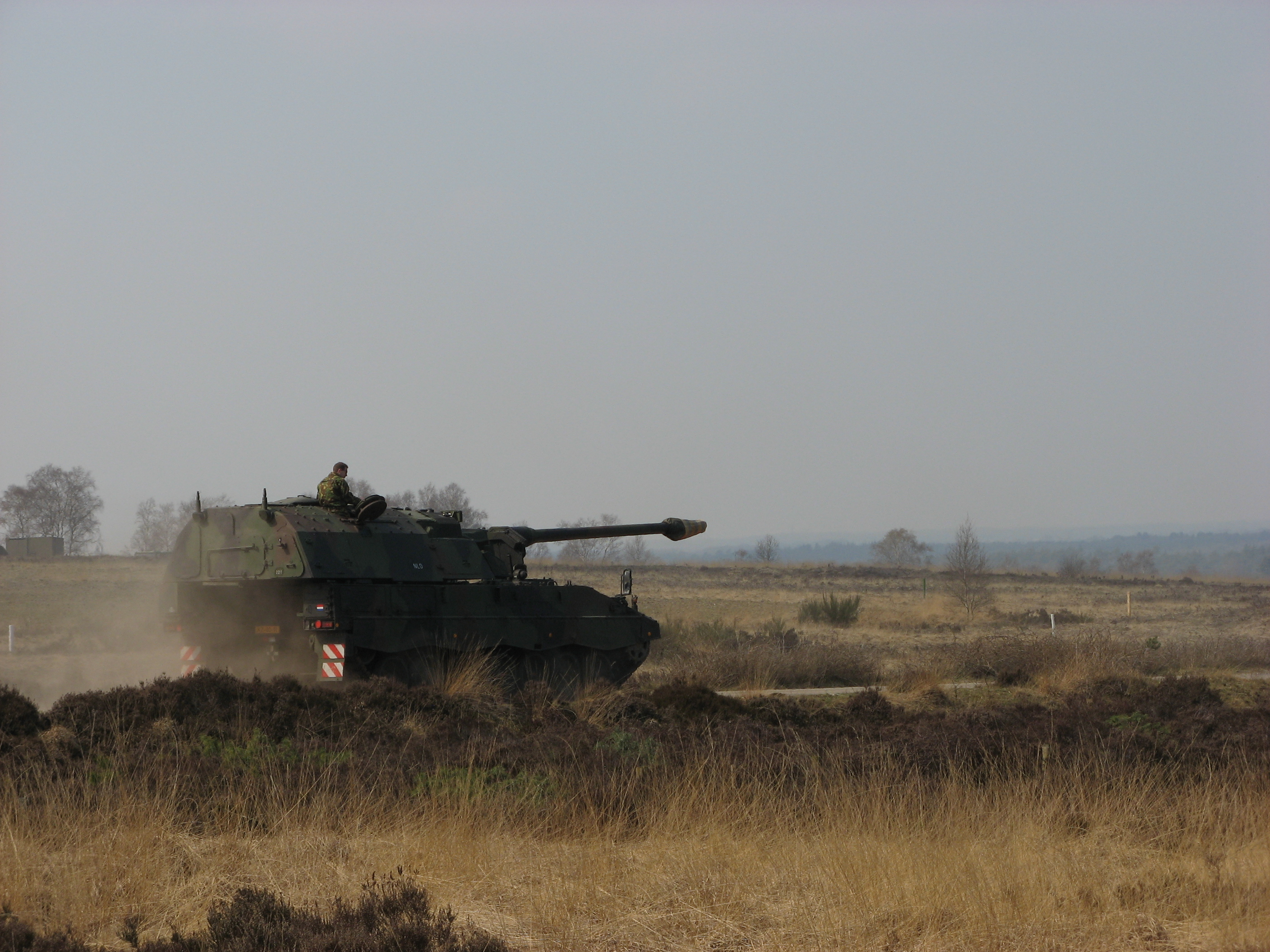
Holland PzH 2000 menetben

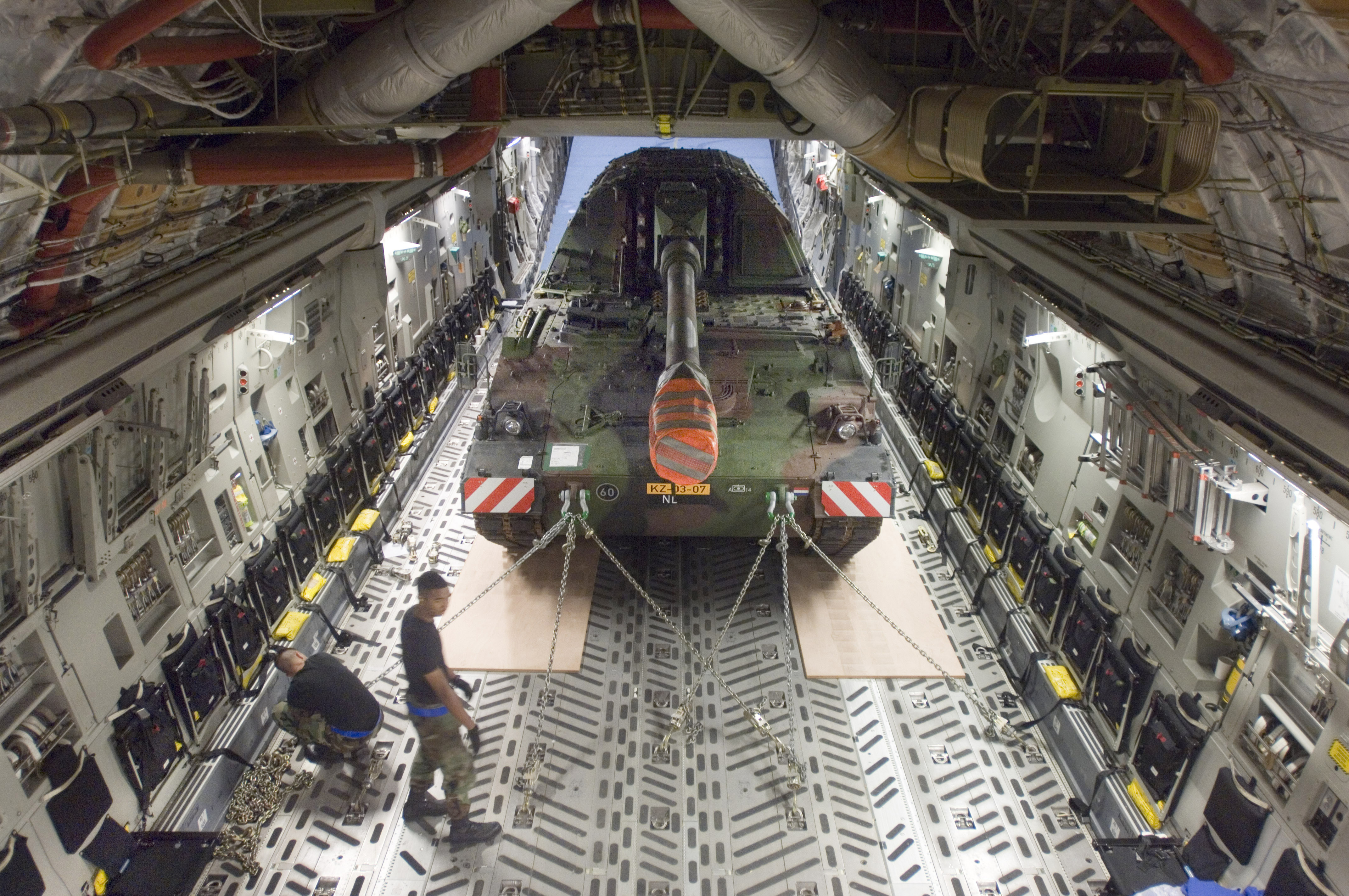
PzH 2000 alvázánál rögzítve egy C–17 Globemaster III-ban

### Alváz, futómű és páncélzat
A MaK cég tervezte az alvázat, amelynek több része a Leopard 2 harckocsi alvázával és alkatrészeivel megegyezik, hegesztett acéllemezekből áll. Biztonsági szempontok miatt a jármű elejében helyezték el a motort és segédberendezéseit a meghajtó kerekekkel együtt, a tornyot pedig az alváz hátsó részébe. Ez a megoldás már bizonyított több fegyveres konfliktusban, különféle önjáró lövegeknél, lövészpáncélosoknál és harckocsiknál is alkalmazzák ezt az elrendezést. A kocsitest hátsó részében található ajtókon keresztül történik a lőszerek málházása, illetve életveszély esetén a jármű gyors elhagyását is segíti.
A futómű torziós felfüggesztésű. A lengéscsillapítók, a hidraulikus ütközők (amortizátorok) és a 2x7 db futógörgő szintén a Leopard-családból lett átvéve. Mindezek kiváló menetteljesítményt biztosítanak a nagy tömegű járműnek terepen és kemény útburkolaton egyaránt. A hajtáslánc megegyezik a Leopard 2-n alkalmazottal.
A páncélzat szintén hagyományos hegesztett acélpáncél, viszont modulrendszerben tervezett, bevetéstől függően rugalmasan bővíthető. Az általános elrendezés is védelmet nyújt a 7,62 mm-es géppuskalövedékek ellen és 800 m-nél távolabbról kilőtt 14,5 mm-es páncéltörő lövedékek ellen is, de reaktív páncélzat is szerelhető fel rá. A normál páncélzat továbbá védelmet nyújt 10 méteres körzeten túl becsapódó tüzérségi lövedékek ellen (155 mm űrméretig), valamint megakadályozza a neutronsugárzás áthatolását is. A harcjármű teljes atom-biológiai-vegyi (ABV) védelemmel van ellátva.

### Torony
A négyszögletű tornyot a Wegmann cég tervezte, ami - a motor elrendezése miatt - a test hátsó részében lett elhelyezve. A torony tetején 2 db búvónyílás lett kialakítva: a bal oldali elöl, a jobb oldali hátul. Előbbire szerelhető fel a 7,62 mm-es géppuska, amely légi- és földi célok ellen egyaránt alkalmazható. Elhelyeztek még oldalanként 4-4 db ködgránátvetőt is. A toronyba egy fázisvezérelt radart is építettek, amellyel a kilőtt lövedék nyomon követhető és az oldalszél mérésére is alkalmas.

### Meghajtórendszer
A járművet egy négyütemű, 8 hengeres MTU 881 Ka–500, később Ka–501 típusú dízelmotor hajtja, ami a test bal első részében került elhelyezésre. Teljesítménye 736 kW (986 LE), fajlagos teljesítménye 17,83 LE/t. A motorhoz egy négysebességes Renk HSWL 284 C típusú sebességváltó van kapcsolva. Noha a jármű meglehetősen nehéz, a hajtáslánc mégis nagy mozgékonyságot biztosít neki. Országúton 60 km/h, terepen 45 km/h a csúcssebessége. Hatótávolsága eléri a 420 km-t, üzemanyagfogyasztása 240 liter/100 km. Az üzemanyag 3 db tartályban van tárolva.
Teljes körű diagnosztikai rendszer segíti a karbantartás legegyszerűbbé és legolcsóbbá tételét és a hibák leggyorsabb javítását. A rendszer felügyeli mind a mechanikus, mind az elektronikus berendezéseket.

## Fegyverzet

### Elsődleges fegyverzet

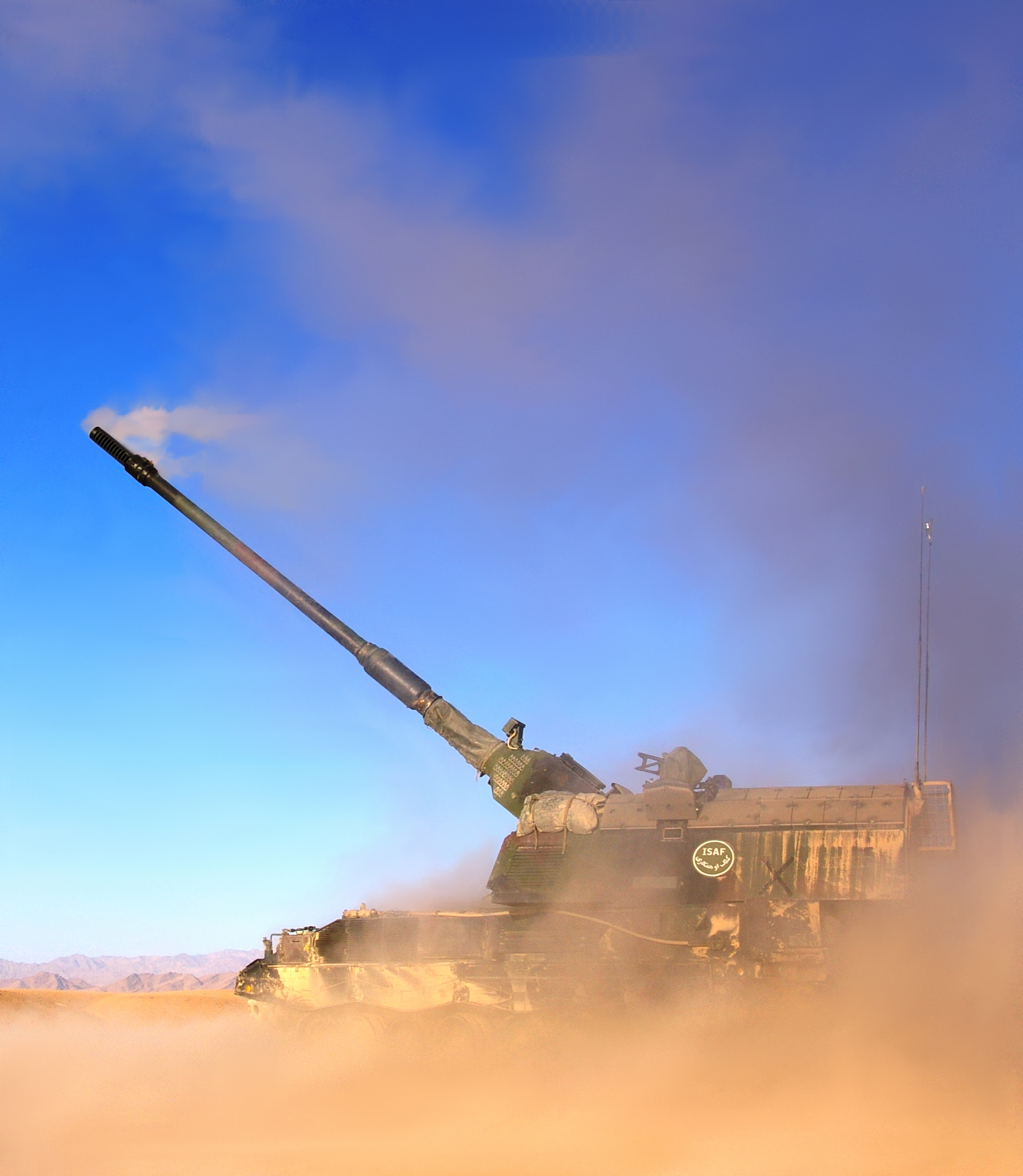
Holland PzH 2000 tálib célokat támad Afganisztán a Csorai járásban. Jól megfigyelhető a cső torony felőli részén elhelyezett füstgázelszívó henger.

A jármű elsődleges fegyverzete egy huzagolt csövű, belül keménykrómozott 155 mm űrméretű, 52-es űrmérethosszú (L/52) tarackágyú, amit a Rheinmetall gyárt (csőhossz 8,06 m). A cső belsejét a kisebb súrlódási ellenállás és csőkopás, valamint a hosszabb élettartam elérése miatt krómozzák. Élettartama ezen kialakítások miatt 2000 lövés. A cső torony felőli részére egy füstgázelszívó hengert, a cső szájára pedig egy kombinált, nagy hatásfokú csőszájféket szerkesztettek. A cső bajonettzárral rögzül a csőfarhoz, ez a megoldás a csőcserét hivatott gyorsítani. A csőfart hagyományos, függőlegesen mozgó ékzár reteszeli, az ékzárban található az ütőszeg is. A töltényűr térfogata 23 liter. A cső menethelyzetben a kocsialváz orrának tetejére rögzíthető.
A Rheinmetall dolgozik a löveg L/60-as változatának kifejlesztésén, így a jövőben egy átfogóbb korszerűsítés keretében a löveg is lecserélhető. Az L/60-as lövegnek töltényűr mérete 29 liter és a próbák során 70 km-t meghaladó lőtávolságokat is elértek.
A löveg a lövegtoronyban -2,5° és +65° szögtartományok között mozgatható helyszög (altitud) szerint és 360°-ban oldalszög (azimut) szerint. Maximális irányzási szögsebesség 11,25°/másodperc.
A pneumatikus rendszerű, önműködő (automata) tárat (Flick Ramming) a csőfar mögött helyezték el. A tűzhelyzetnek megfelelő lövedék és töltet kiválasztását számítógépek vezérlik a töltőkezelők utasításaira, a töltés automatizált a cső bármely oldal- és magasságszöge esetén. A töltőszalag elektromos meghajtású, amely kizárja a kezelőszemélyzet sérülését éghető folyadékok (hidraulikaolaj) hiányából adódóan. Rendszerhiba esetén megoldott a kézi töltés is.
A rendszer tűzgyorsasága önműködő töltés esetén 3 lövés/10 másodperc, illetve 8-9 lövés/60 másodperc, 20 lövés/2,5 perc, 60 lövés/20 perc, 120 lövés/óra. Kevesebb, mint 2 perc kell ahhoz, hogy egy menetben levő jármű a megkapott tűzfeladathoz kiválassza a megfelelő lövedéket, rövid megállásból végrehajtsa az irányzást, leadja a 8-9 lövésből álló tűzcsapást, majd tovább folytassa a menetet.
A löveg hatásos lőtávolsága hagyományos lövedékkel 30 km, rakétapóthajtású lövedékkel 56 km. Közvetlen irányzással páncélozott célokat 1200 méterig képes leküzdeni.
A Németország, Franciaország, Olaszország, Nagy-Britannia és az Amerikai Egyesült Államok között létrejött ballisztikai egyezmény értelmében a löveghez az összes szabványosított 155 mm űrméretű NATO-lövedéket és töltetet alkalmazni lehet. A löveg javadalmazása 60 db lövedék (48 db készenléti a toronyban, 12 db tartalék a járműben) és 288 db lőpor-préstest (MTLS - Modulares Treibladungssystem, magyarul moduláris hajítócsomag rendszer), vagy ezzel egyenértékű zsákos töltet. Tömegük kb. 3,5 tonna. A rendszer újramálházása két fővel kevesebb, mint 11 perc alatt elvégezhető (~10 perc 50 másodperc). A lőszerek be- és kimálházása a jármű hátsó részén elhelyezett ajtókon történik automatikusan, vagy kézi úton.

### Töltet és lövedéktípusok

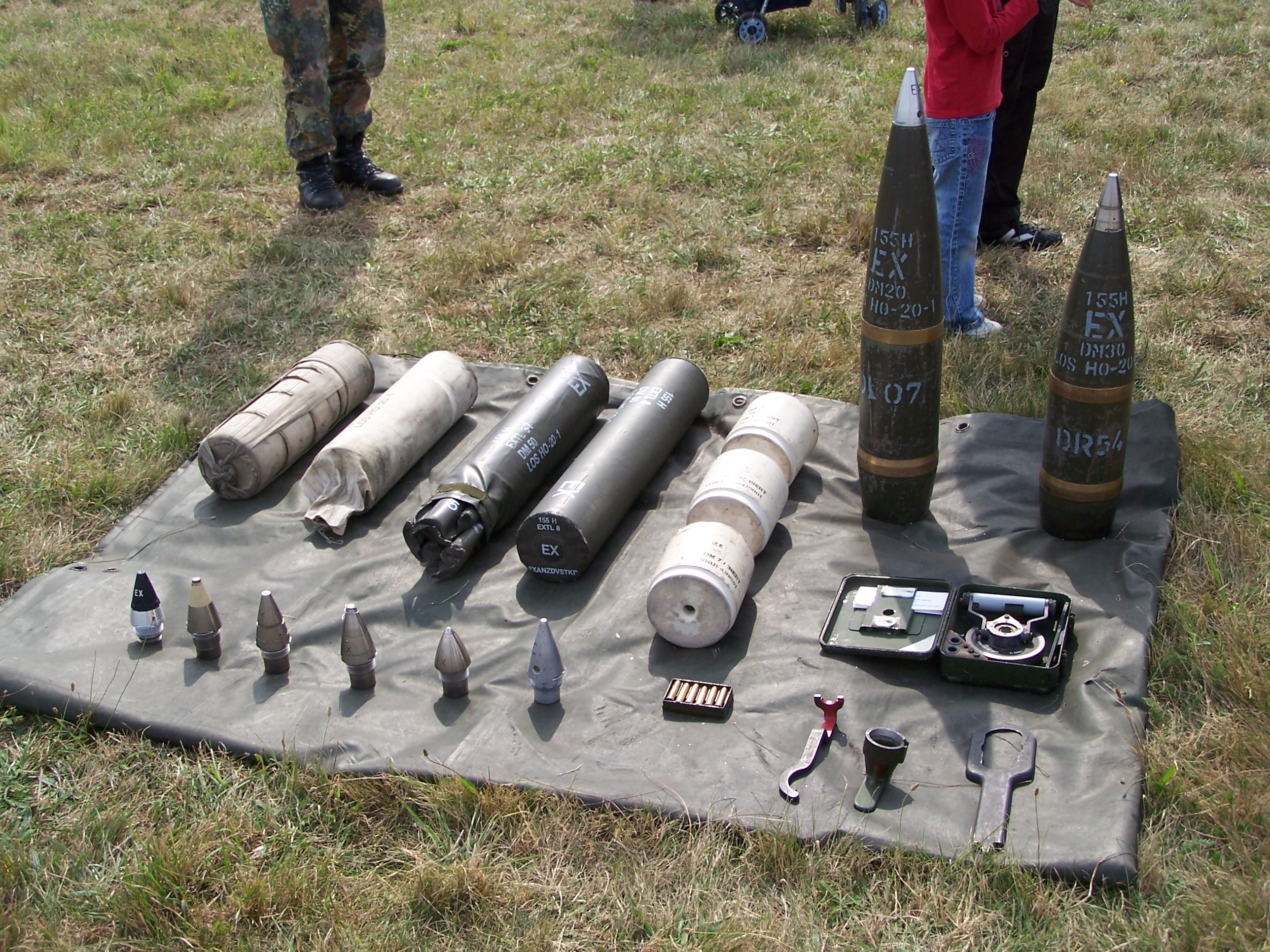
Modern lőszerkészlet PzH 2000 tarackágyúhoz. Jól megfigyelhetőek a lőszer részei: a lövedék, hajítótöltet, gyújtó

Hatféle szabványosított lőpor-préstest (hajítótöltet) használható a lövedékekhez. Ezek kombinációjával érhető el eltérő lőtávolságokon a megfelelő meghajtóerő optimális csőkopás mellett.
A préstestek (MTLS):
- DM 72: alapmodul, az L/39-es csövekbe is alkalmazható.
- DM 652
- DM 662
- DM 82: alapmodul, az L/39-es csövekbe is alkalmazható.
- DM 92: ez a töltet is teljesíti a NATO JBMOU előírásait. A töltet alkalmazásával további 63 °C-kal nő a belső töltőűri hőmérséklet, ezáltal a lőtávolság is. Csak L/52-es csövekben alkalmazható.

A lövedékek időzíthető gyújtóit a fedélzeti tűzvezető rendszer által meghatározott paraméterek alapján a töltőberendezésbe épített gyújtóállító készülék végzi indukciós elven. A löveghez mechanikus időzített gyújtójú lövedékeket is alkalmazhatnak.
A Rheinmetall által gyártott lövedékek:
- 155 mm L15 A2 HE (HE - High Explosive, magyarul nagy rombolóerejű) lövedék: az FH 155–1 programban Nagy-Britanniával közösen kifejlesztett lövedék.
- 155 mm HE Rh 30 lövedék
- 155 mm HE Rh 40 lövedék: legelőször a görög hadsereg állította hadrendbe 2005-ben (155 mm HE Rh 40 BB).
- DM 20 gyakorló lövedék
- DM 21 gyakorló lövedék
- DM 58 gyakorló lövedék
- DM 106 világító lövedék: az FH 155–1 programban lett kifejlesztve. 1,8 millió cd fényerejű lövedék 5 m/s sebességgel süllyed, alkalmazott magassága 600-800 méter.
- DM 125 multispektrális füstgránát: 8 db vörösfoszfort (RP) tartalmazó patronnal van szerelve, égésideje 3,3 perc, működési hőmérséklete −46 °C és +63 °C között, élettartama 10 év, tömege 46 kg
- DM 45 füstgránát: hexaklór-etán (HC) füstöt tartalmazó lövedék.
- DM 105 füstgránát: hexaklór-etán (HC) füstöt tartalmazó lövedék.
- DM 702A1 SMArt 155 "okos" páncéltörő résztölteteket tartalmazó lövedék

A legnagyobb lőtávolság megosztott irányzás esetén, hagyományos lövedék használatakor (pl. L15 A2) 30km, rakéta-póthajtású lövedékkel 40 km. Egy 2006 áprilisi lövészet során az egyik PzH 2000 56 km távolságra lévő célt talált el.

### Irányzórendszer

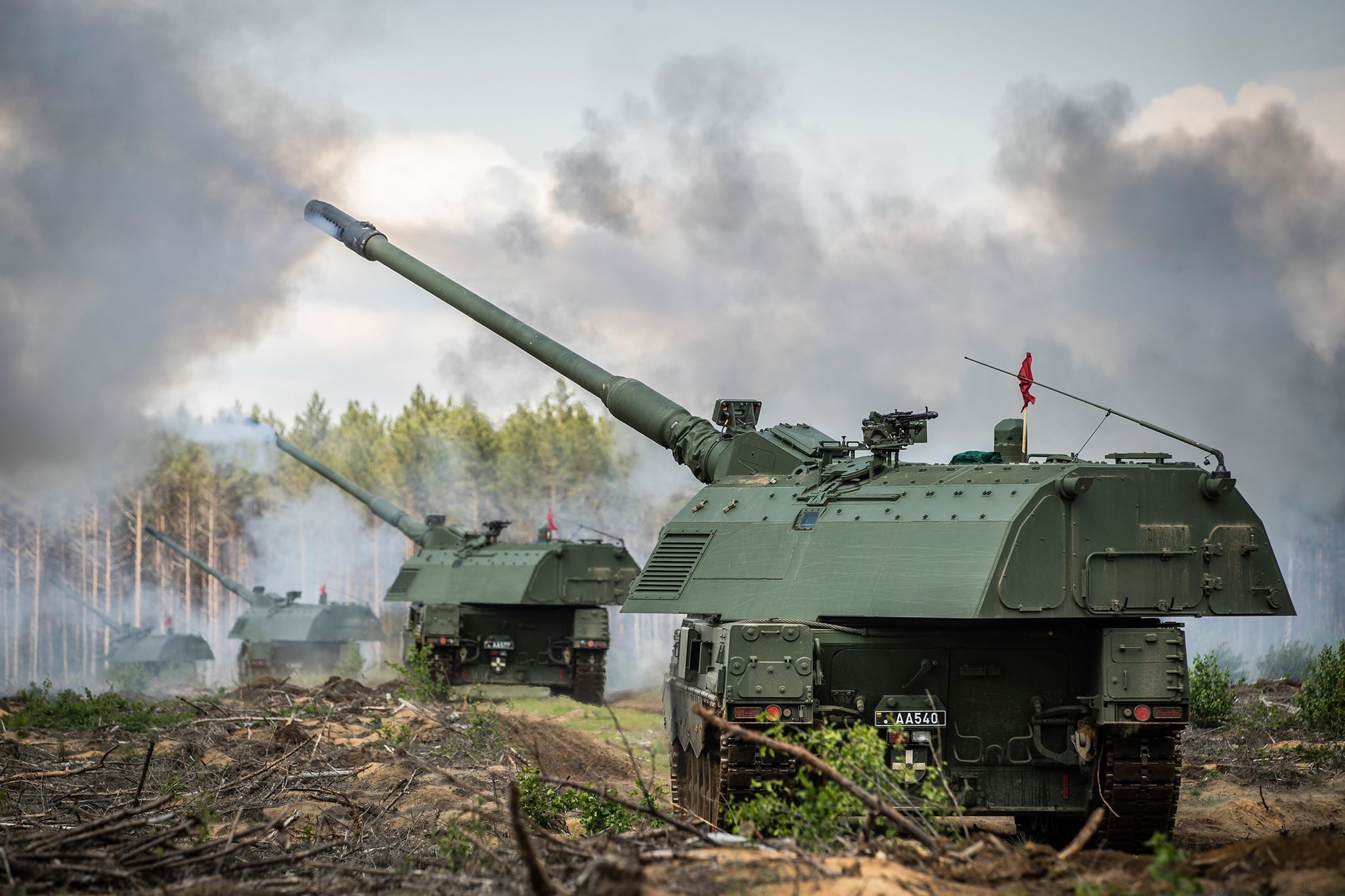
Litván PZH 2000 önjáró lövegek sortüzet lőnek

A pontos célzáshoz létfontosságú, hogy löveg ismerje saját pozícióját. A PzH 2000 Honeywell által gyártott navigációs rendszer a tájoláson kívül a tengerszint feletti magasság meghatározására is képes. A rendszer GPS műholdas vevőt is tartalmaz, de jelek hiánya esetén, autonóm módon is működőképes inerciális navigáció alkalmazásával. A harcjármű digitalizált tűzvezető rendszerébe csak a célpont UTM-koordinátáját kell beprogramozni, minden paramétert a modern rendszer számít ki a rendelkezésre állóadatok és az időjárás viszonyok alapján. Az ilyen automata üzemmód felügyeletéhez mindössze két katona szükséges, de az egész folyamat hagyományos módon, manuálisan is működtethető. Az automatikus működési módot rádió-adatkapcsolaton keresztül, egy külső C2 (Command and Controll – vezetés és irányítás) rendszer biztosítja az önjáró löveg számára. Az autonóm tűzvezetési funkciókat egy fedélzeti MICMOS számítógép végzi, ami nemcsak kényelmi célokat szolgál, hanem harcászati szempontból is kedvező, hiszen lerövidül a telepítés és a tűzkiváltás ideje. Megnő továbbá a találati valószínűség, ami a rendelkezésre álló információk szerint 40 km-es távolság esetén 30-40 m. A modern rendszereknek, illetve a nagy fokú automatizáltságnak köszönhetően a tűzmegnyitásra történő felkészülés ideje jelentősen lecsökkenthető, a menetből történő megállástól számítva két percen belül már végre lehet hajtani a tűzcsapást. Egyrészt az adott feladatrendszer kevesebb eszközzel is végrehajtható, másrészt a tüzelőállásban töltött rövidebb időnek köszönhetően az ellenséges felderítés, illetve ellentevékenység hatékonysága lecsökken. A parancsnok egy Leica PERI-RTNL 80 nagy látószögű periszkópon keresztül figyelheti a környezetet, és megjelölheti a célpontokat. A PERI–RTNL 80 nappali és éjszakai üzemmódban egyaránt működik és lézeres távolságmérővel is ellátták. A közvetlen irányzásra szolgáló Leica PzF TN 80 nappali és éjszakai használatra is alkalmas.

### Másodlagos és kiegészítő fegyverzet
Másodlagos fegyverzetként opcionálisan egy 7,62 mm-es géppuskával rendelkezik a torony tetejére rögzítve, amihez 1200 db 7,62 × 51 mm NATO töltény van málházva.
Maga az önjáró löveg, mint fegyverrendszer, ha teljesen hadra fogható (minden rendszere hibátlanul működik) és a külső harcállásponttal folyamatos a kapcsolata, akkor a harceszköz üzemeltetése két fővel is megoldható.

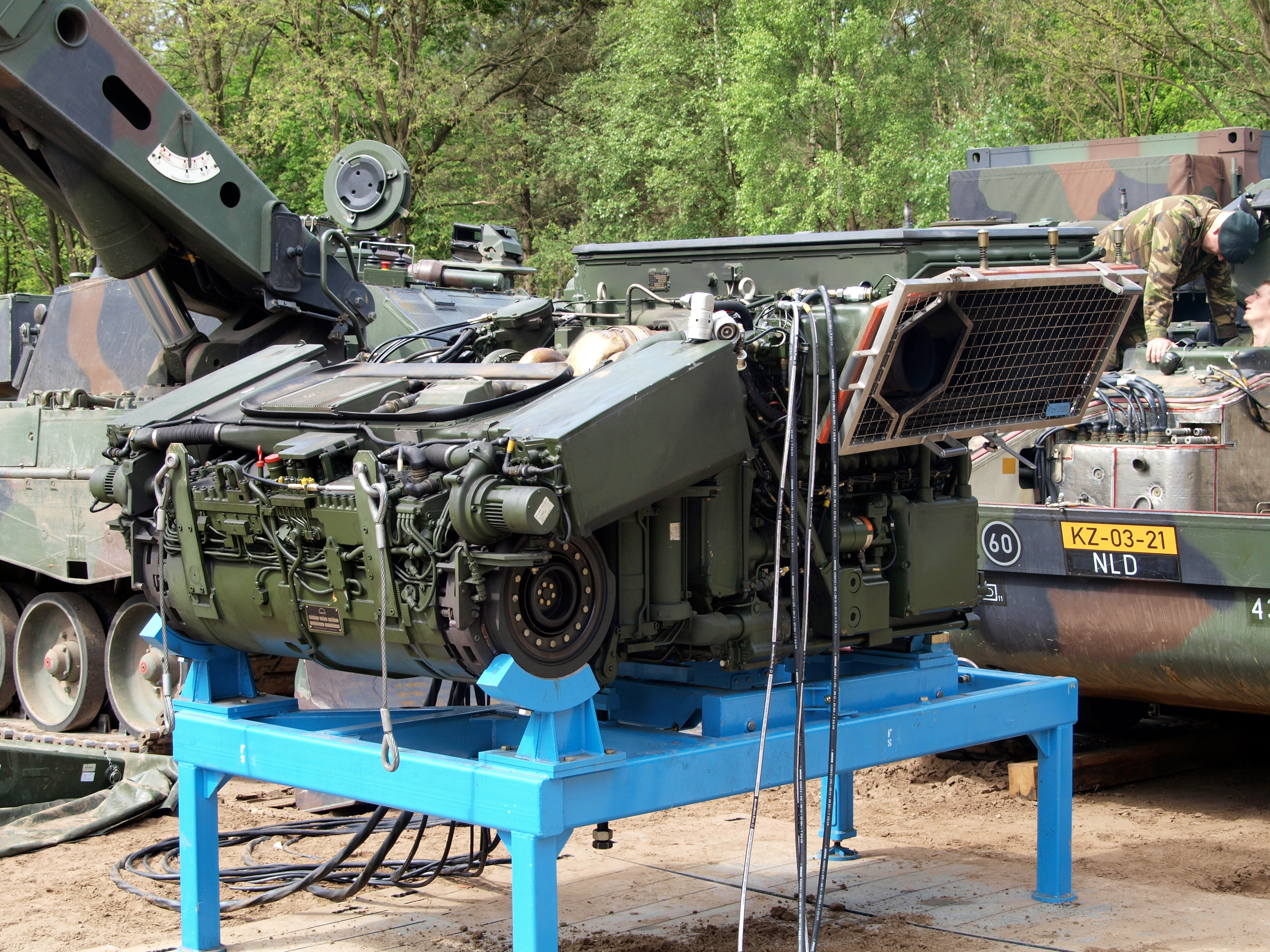
Powerpack - egyben kiemelhető motor és váltó
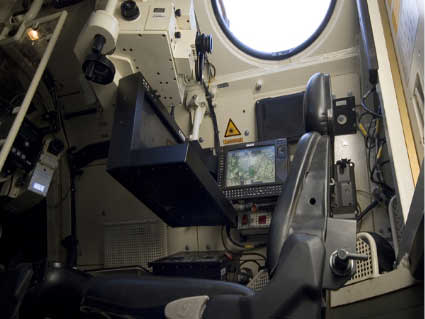
A parancsnok munkahelye
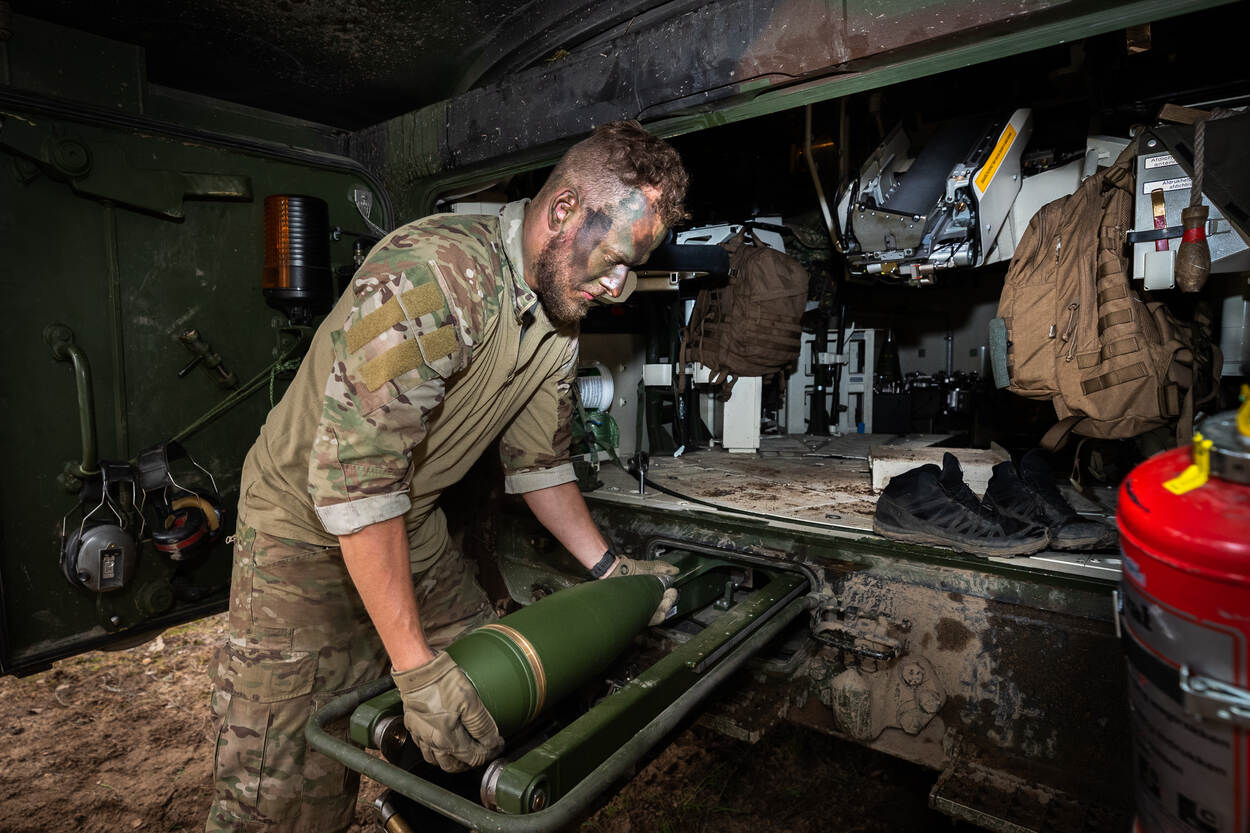
Betárazás: a lőszertár töltése
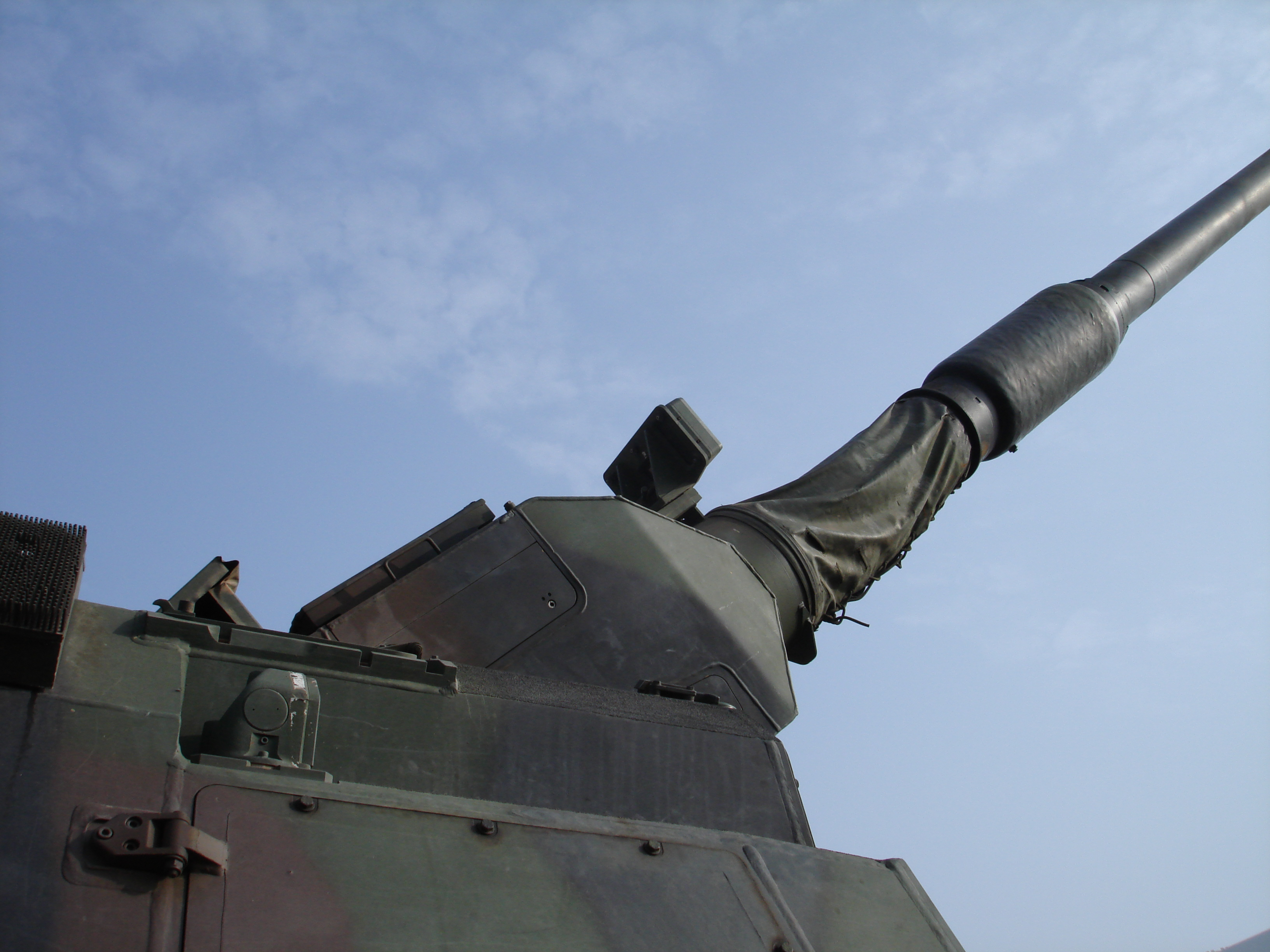
A cső fölött látható műszer méri a lövedék sebességét
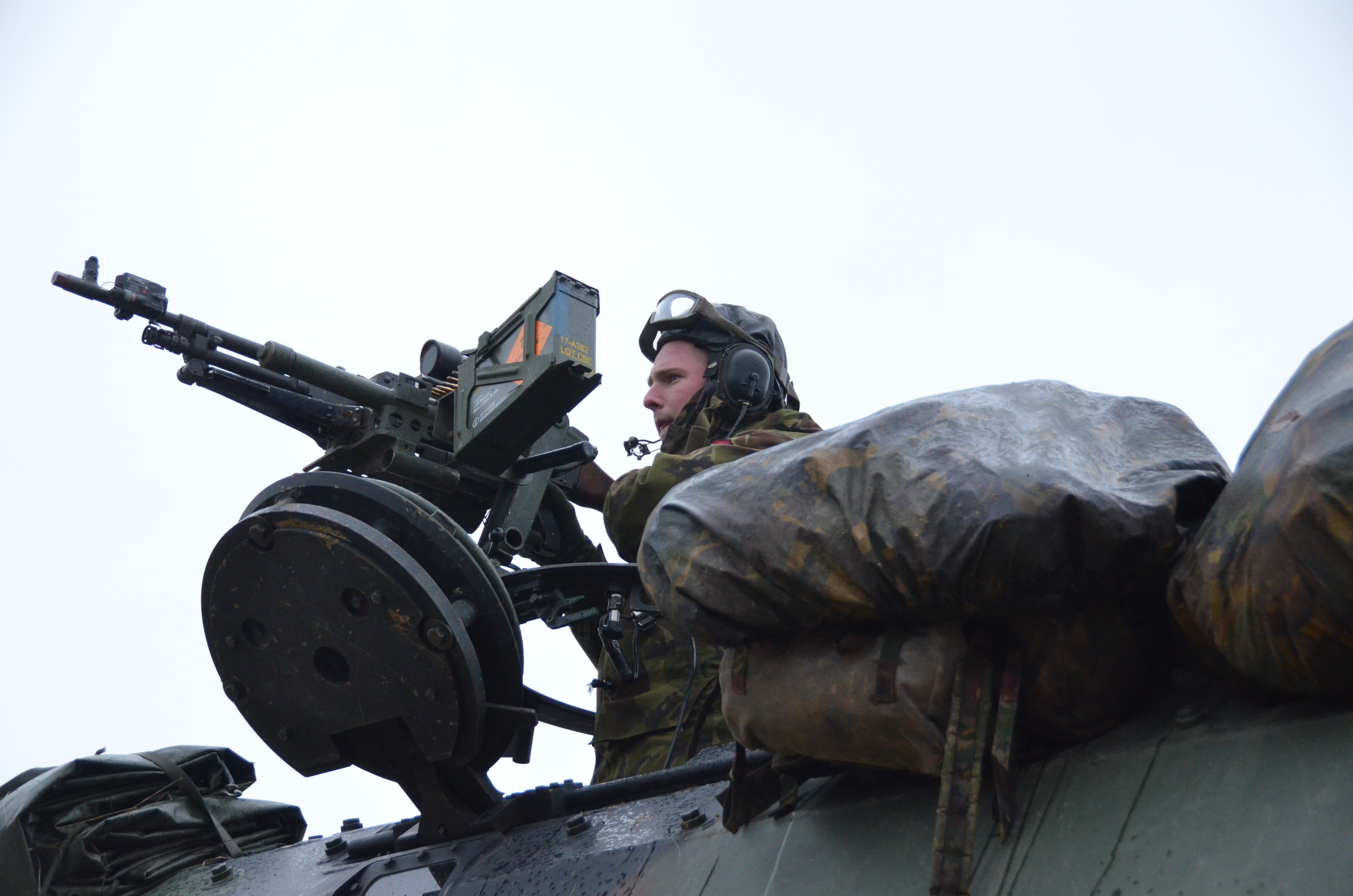
A géppuskát a töltő kezeli
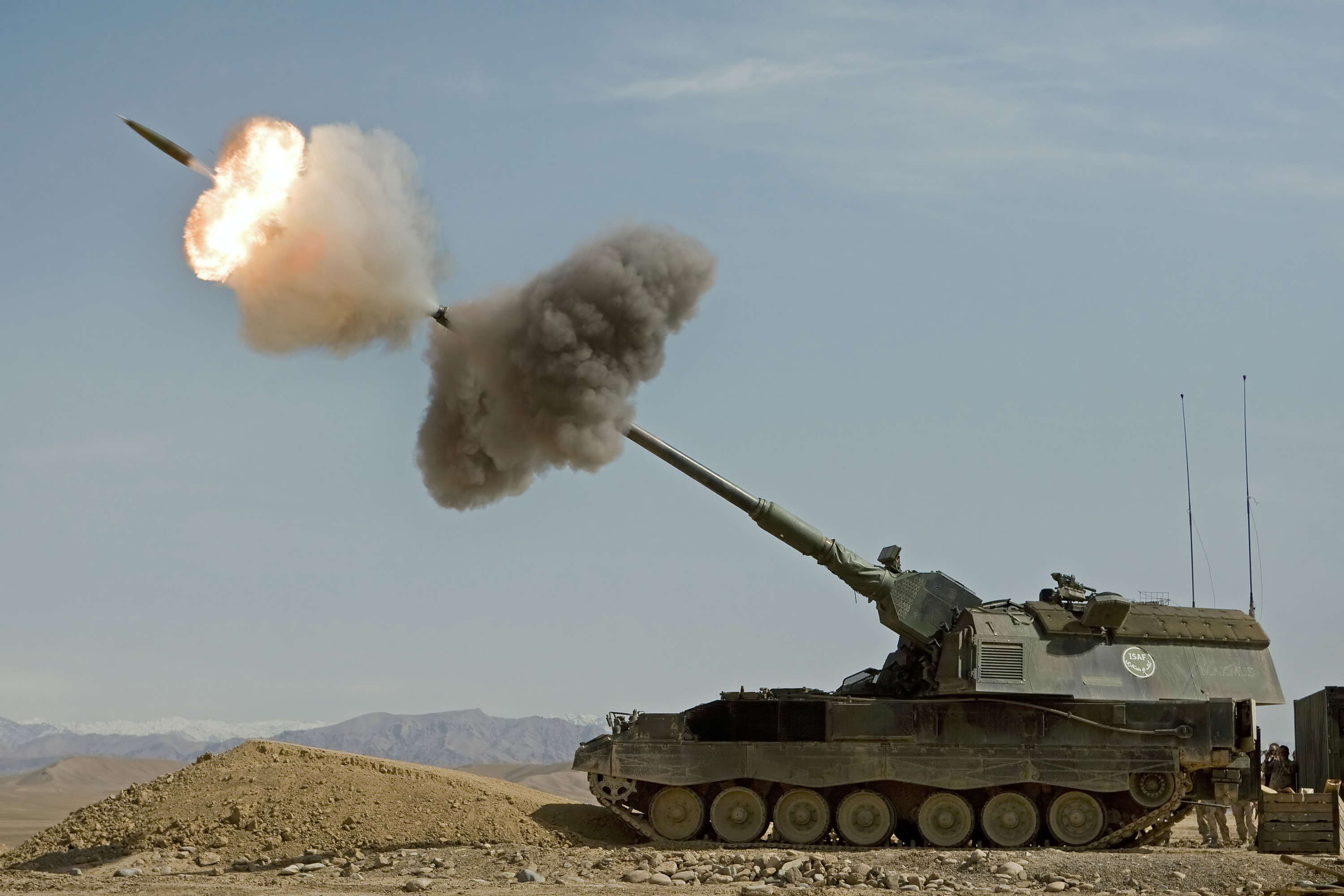
Tűz!

## A PzH 2000 a Magyar Honvédségben
2018 december 19-én került aláírásra a szerződés német KMW vállalattal 24 darab, az az egy tüzérosztályra való Panzerhaubitze 2000 önjáró löveg beszerzéséről. Mindannyian a tatai 101. tüzérosztályban fognak szolgálni és a Klapka György 1. Páncélosdandár tűztámogatását látják el. Munkájukat tüzérbemérő, kidolgozó és felderítő felépítményű Gidrán harcjárművek támogatják.
2022. január 26-án átvette a Magyar Honvédség az első Panzerhaubitze 2000-es önjáró tarack referenciapéldányát, vagyis e minta alapján gyártják majd le a többi önjáró löveget a KMW kasseli üzemében az egyedi magyar igényeket figyelembe véve. A mintapéldány visszaszállításra került a KMW gyárába. 
2022. augusztus 5-én megérkezett a PzH 2000 első példánya, amely már véglegesen Magyarországon marad. 2024 végére megérkezett a Honvédség mind a 24 darab önjáró lövege.
2022. szeptember 7-én megtörtént az első éleslövészet az addig beérkezett három PZH-2000 típusú önjáró löveggel.

A Magyar Honvédség PzH 2000 önjáró lövege
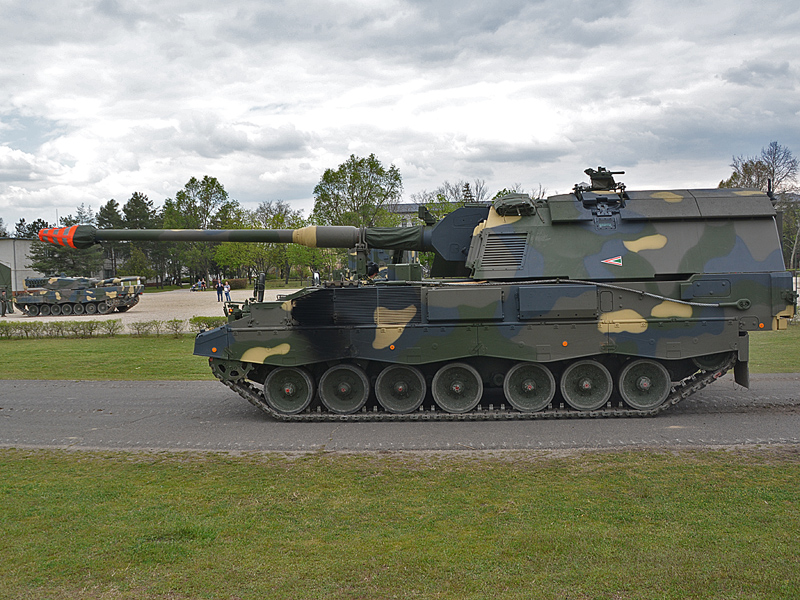
A Magyar honvédség egy PzH 2000 típusu lövege egy tatai bemutatón
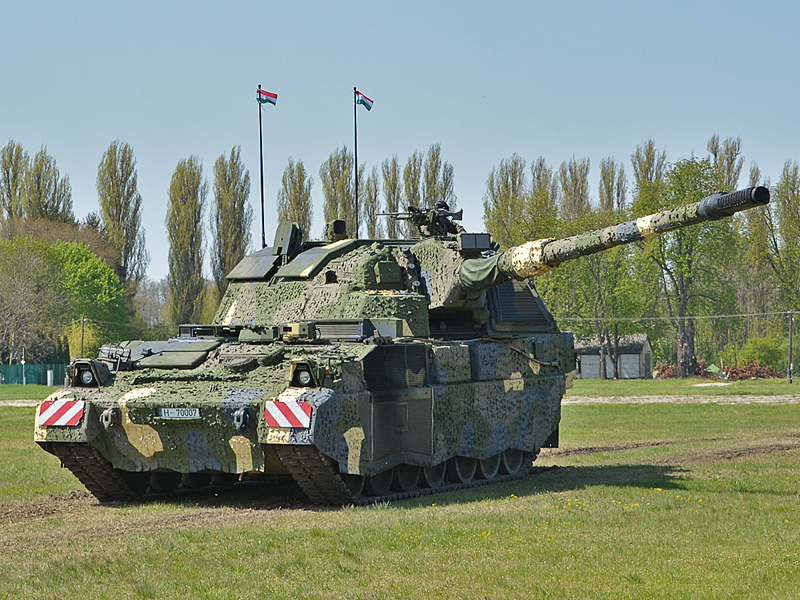
A Magyar Honvédség egy PzH 2000 típusú lövege Barracuda álcázó rendszerrel - a tervek szerint a Honvédség valamennyi lánctalpasát felszerelik majd ezzel.
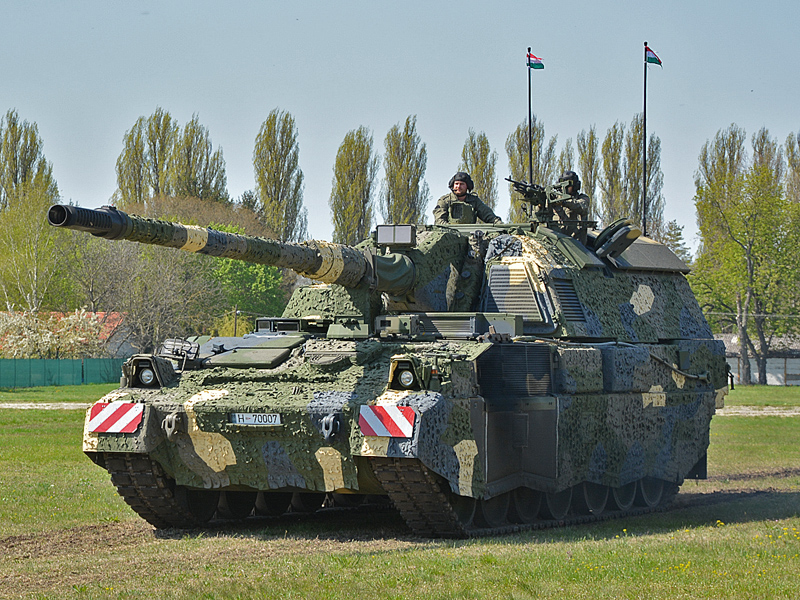
A Magyar Honvédség egy PzH 2000 típusú lövege Barracuda álcázó rendszerrel "felöltöztetve", amely többek között a jármű hőképét is jelentősen csökkenti.
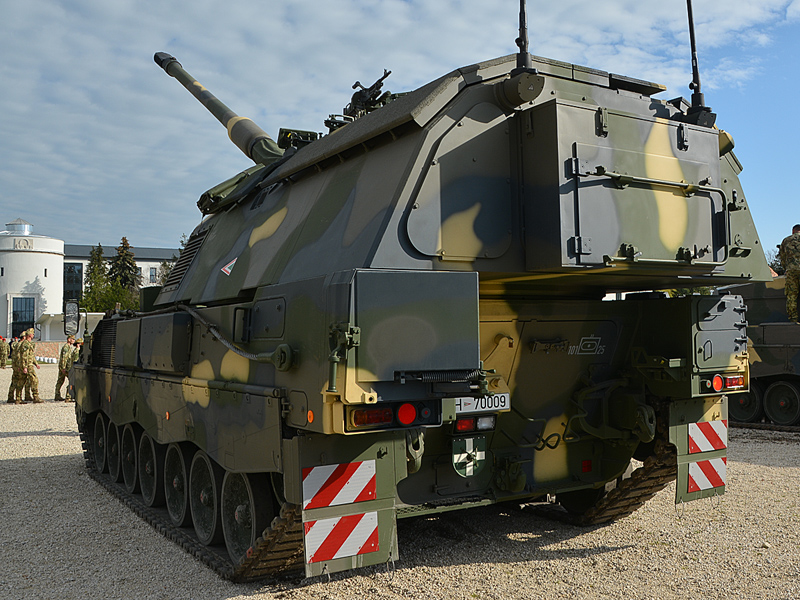
A Magyar Honvédség egy PzH 2000 típusú lövege hátulról
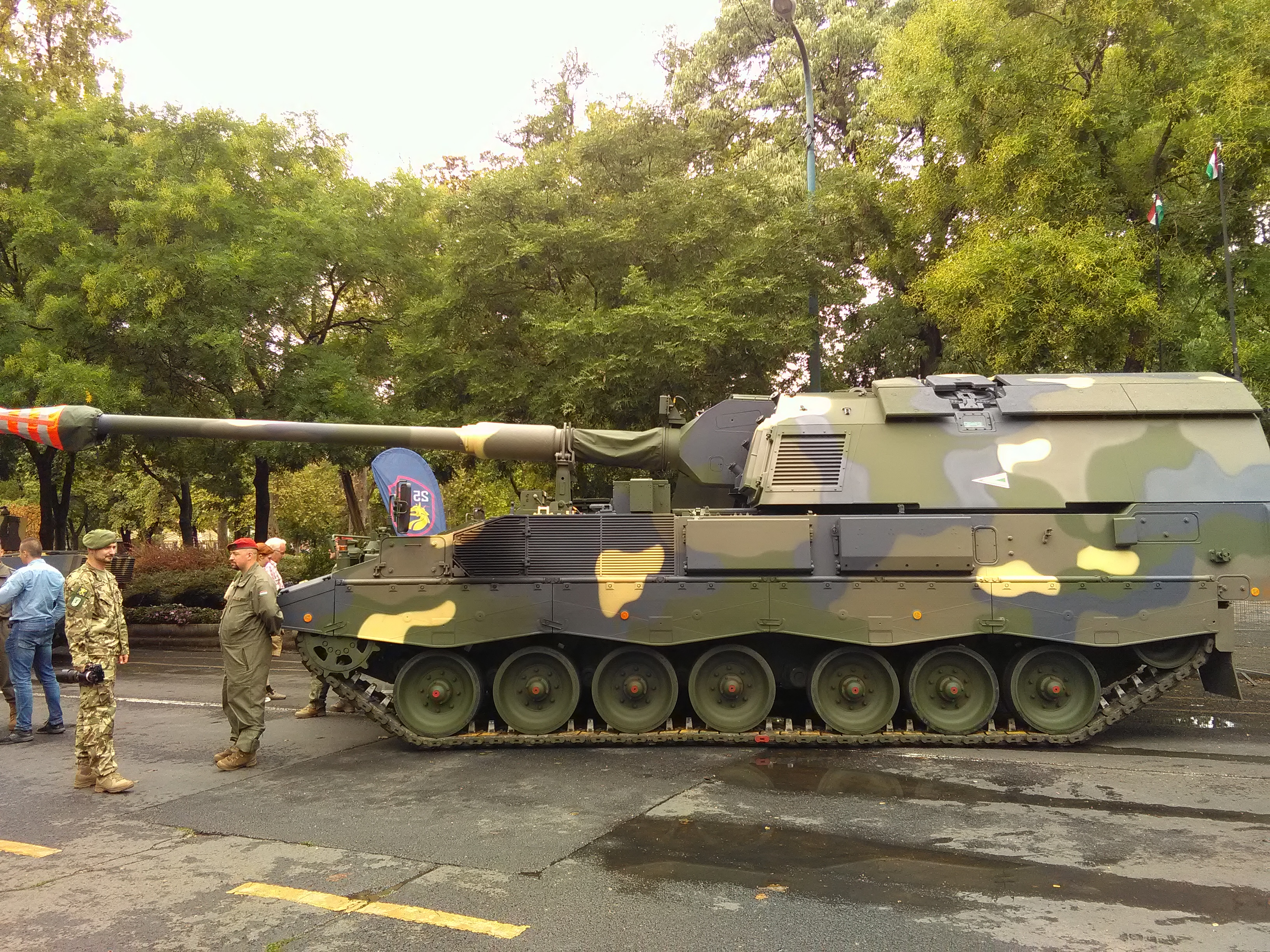
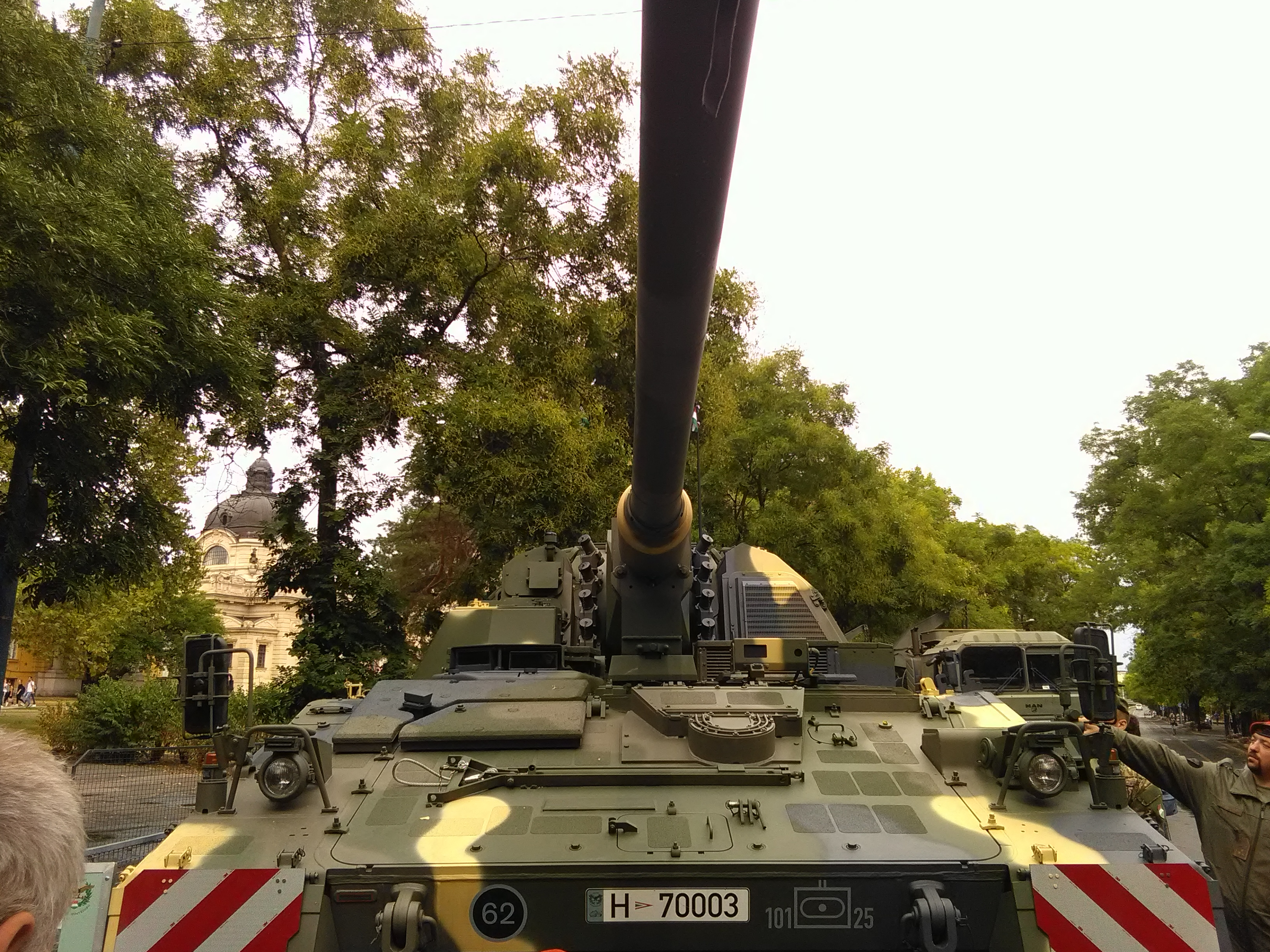
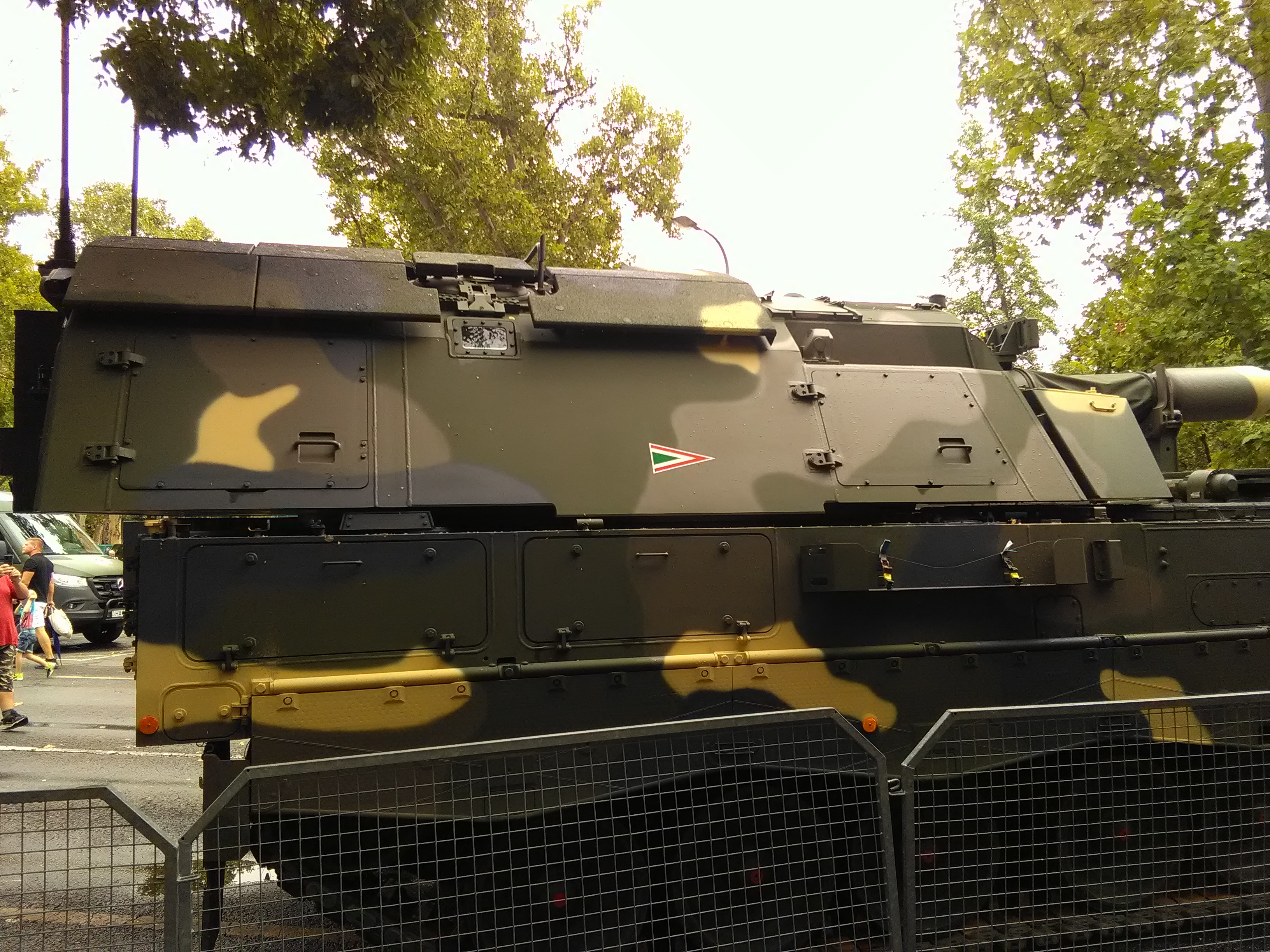

## Harci alkalmazása

### Afganisztán
A PzH 2000-et harci körülmények között a holland hadsereg vetette be először Afganisztán Kandahar tartományában tálib célok ellen, a Medúza hadművelet keretében, 2006 augusztusában. A Chora-csata során is intenzíven alkalmazták. Az Afganisztánba szállított ágyúkat kiegészítő páncélzattal látták el, mely jobb védelmet nyújt az aknavetők lövedékei ellen. A hollandok kritikával illették a löveg AVB rendszerét, mert az nem tudja az afganisztáni körülmények között megfelelően ellátni feladatát. Ez nem meglepő, mivel az európai viszonyokra tervezték. A problémát a rengeteg por jelenti, mely hamar belepi a páncélzatot. A lövegek GPS navigációs rendszer segítségével közlekednek a hegyes-sivatagos terepen, foglalják el a kijelölt tüzelési pozíciójukat. Sőt, a GPS rendszer alkalmas az előretolt tüzérségi felderítők felváltására is, így a lőelemek meghatározásához szükséges adatokat is innen nyerik a tüzérek.
A tálibok a Tarin Kowt szörnyetegei nevet adták az ágyúknak, míg a koalíciós erők katonái az ISAF hosszú karja néven emlegetik.

### Ukrajna
A PzH 2000 lövegeket Ukrajnában intenzíven használják az ukrán haderő tüzérei 2022 júniusától kezdődően. Az extra intenzív használat és karbantartó háttér hiánya miatt a lövegek közül néhánynak a töltőrendszere meghibásodott 2022 augusztusára. A töltőrendszer mintegy napi 100 lövéses terhelésre lett tervezve, aminél sokkal nagyobb volt az igénybevétel. A ukrán PZH 2000 lövegek napi 300 lövést adnak le átlagban, így a békeidőben évente elvégzendő karbantartásokat háborúban gyakrabban, akár hetente el kell végezni. Az ukrán karbantartók Litvániában 2022 végén intenzív kiképzést kaptak az időszakos karbantartások elvégzésére, így várhatóan javulni fog a típus hadrafoghatósága. A német kormány egy Szlovákiába telepített javítóbázissal szeretné biztosítani az ukrán PZH 2000 önjáró lövegek ipari szintű javítását.  Az önjáró lövegekkel a műszaki problémák ellenére az ukrán katonák nagyon elégedettek, ezért az ukrán kormány további 100 új gyártású PzH 2000 megvásárlását kezdeményezte 2022 júliusában.
"Nagyon pozitívak az ukránok véleménye a német fegyverekről. Vegyük például a PzH2000 önjáró tarackot, amelynek alvázát és fegyverrendszerét a Rheinmetall szállította. Általánosságban elmondható, hogy a lövegcsövet körülbelül 4500 lövés után kell cserélni. De az ukránok akár 20 000 lövést is leadnak, ami valójában lehetetlen. Más csövek már régen megrepedtek volna" - mondta Armin Papperger, a Rheinmetall AG vezérigazgatója, kommentálva a német felszerelések teljesítményét az ukrajnai harctéren.

## Rendszeresítő országok

#### Németország
A tender 1990-es eldőlése után 1254 db-ra tett le a kormány gyártási opciót. Azonban az NSZK–NDK viszony enyhülése és az újraegyesülés után megkezdték a hadsereg átalakítását és ezzel párhuzamosan a gyártási darabszám 238 db-ra csökkent. Ezt később 154 db-ra csökkentették, ebből 31 raktárra került későbbi lehetséges átépítés céljából. Az első járművet 1998 júliusában szállították le.
Alkalmazó alakulatok:
- Kuselben állomásozó 345. páncélos tüzérzászlóalj (PzArtLBtl), a zászlóalj a 10. Sigmaringen páncéloshadosztály kötelékébe tartozik.

#### Olaszország
70 db-ot rendeltek, amiket az olasz IVECO-Oto Melara konzorciummal közösen gyártanak. Az első 2 db-ot a KMW 2002-ben adta át, a további 68 db-ot 2007 májusától kezdték átvenni. Hadrendbe 2007 júniusában állt a típus, az utolsók 2009-re váltak hadra foghatóvá.

#### Hollandia

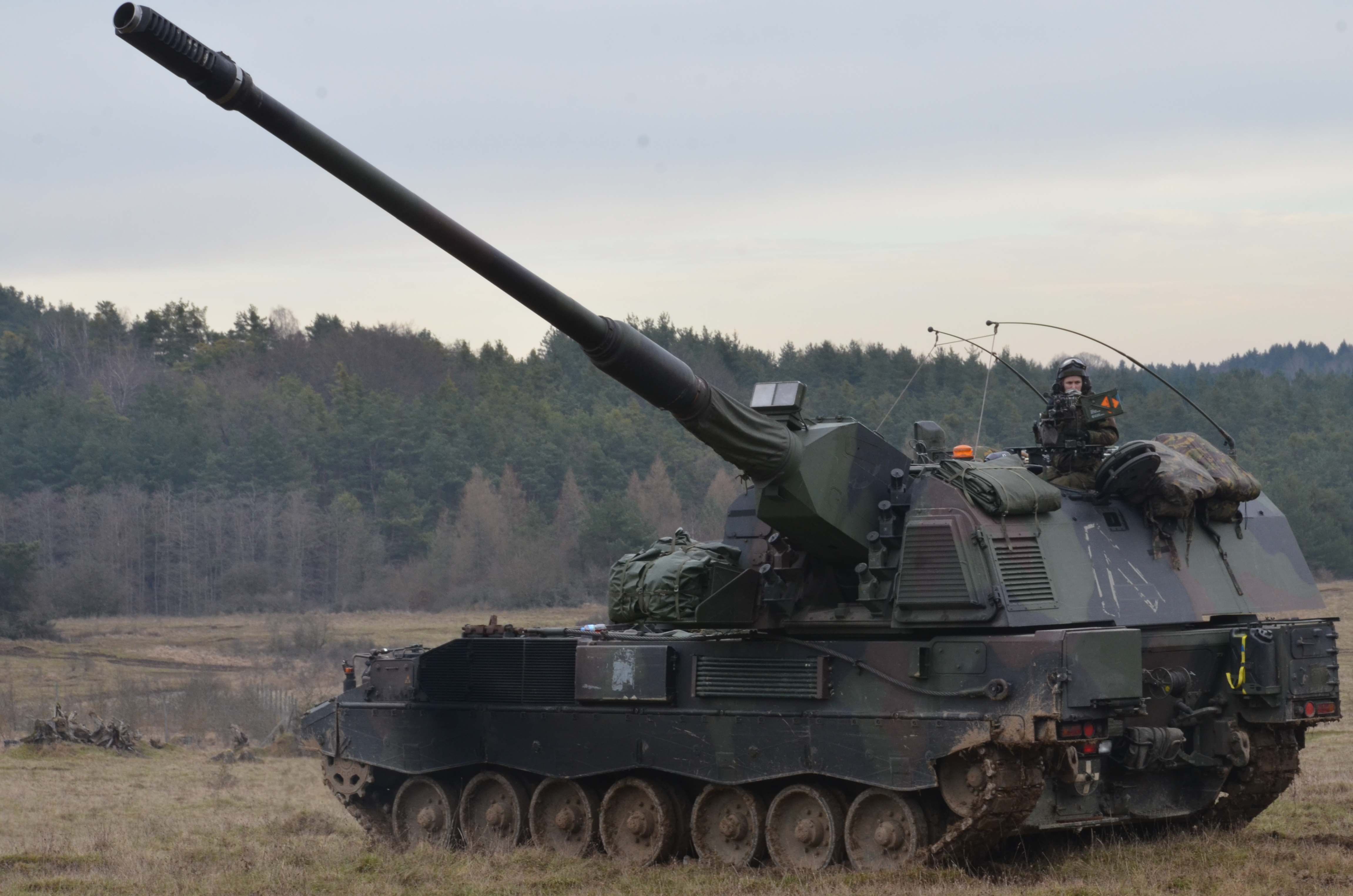
Holland PzH 2000

57 db-ot rendeltek, amit később 39 db-ra csökkentettek. A fennmaradt, meg nem épített 18 db-ot Ausztráliának ajánlották megvételre.

#### Görögország
24 db-ot vettek meg, amiket 2003 júliusa és 2004 júniusa között meg is kaptak.

#### Litvánia
A litván fegyveres erők 21 használt, de felújított példányt szereztek be 2015 és 2019 között, amiből két példányt pótalkatrész-forrásként hasznosítanak majd.

#### Horvátország
Horvátország tizenkét PzH 2000 megvásárlását tervezi, melyeket a német készletből elégítenének ki. Ezt 2014. július 14-én jelentette be a Horvát Parlament Védelmi bizottsága. Tízéves, használt járműveket vennének a kiegészítő rendszerekkel együtt, összesen 41 millió EUR összegben. Ennek költségét a 2014–2018. közötti időszakban tervezik kifizetni, ami megfelelő a horvát védelmi minisztérium időkeretének. A védelmi miniszter, Ante Kotromanovic július 10-én tett sajtótájékoztatót, melyben közölte, hogy a német önjáró tarackágyúk nélkülözhetetlen elemei a NATO felé 2013-ban vállalt 42 kötelezettségüknek.
Katar 
2013-ban 24 darab PzH 2000 önjáró löveget rendelt.

#### Magyarország
Magyarország 24 darabot rendelt meg 2018.december 19-én. 2022. augusztus 5-én megérkeztek a PzH 2000 első példányai, amelyek már véglegesen Magyarországon maradnak a 2022 januárjábban érkezett mintapéldánnyal ellentétben. Az utolsó önjáró lövegek 2023 folyamán érkeznek meg.

#### Ukrajna
Ukrajna Németországtól, Hollandiától kapott legalább 15 darab PzH 2000 önjáró löveget hadisegélyként. A kezelőszemélyzet kiképzésére Németországban került sor. A lövegek július elején már aktívan részt vettek az ukrajnai háborúban. Ukrajna 2022 júliusában 100 darab PZH 2000 önjáró löveget rendelt KMW vállalattól 1,7 milliárd euró értékben. Németország a 2022 szeptemberében további 4 darab PzH 2000 önjáró löveg átadásáról döntött. Az átadott PZH 2000 lövegek száma 2022 végére elérte a 22 darabot.

### Monográfiák, folyóiratok
- Bartha Tibor mk. őrgy.: PzH 2000 önjáró tarack. In: Haditechnika, 1997/4, 21–26. o.

### Egyéb
- A gyártó oldala a típusról.
- Típusismertető a PzH 2000 önjáró tarackról a Haditechnika folyóirat honlapján.
- A FAS típusismertetője
- A Globalsecurity típusismertetője.
- Army Technology

### Filmek
- Holland PzH 2000 lövegek tálib célokat lőnek Afganisztánban (YouTube video)